# Véhicule électrique en Inde

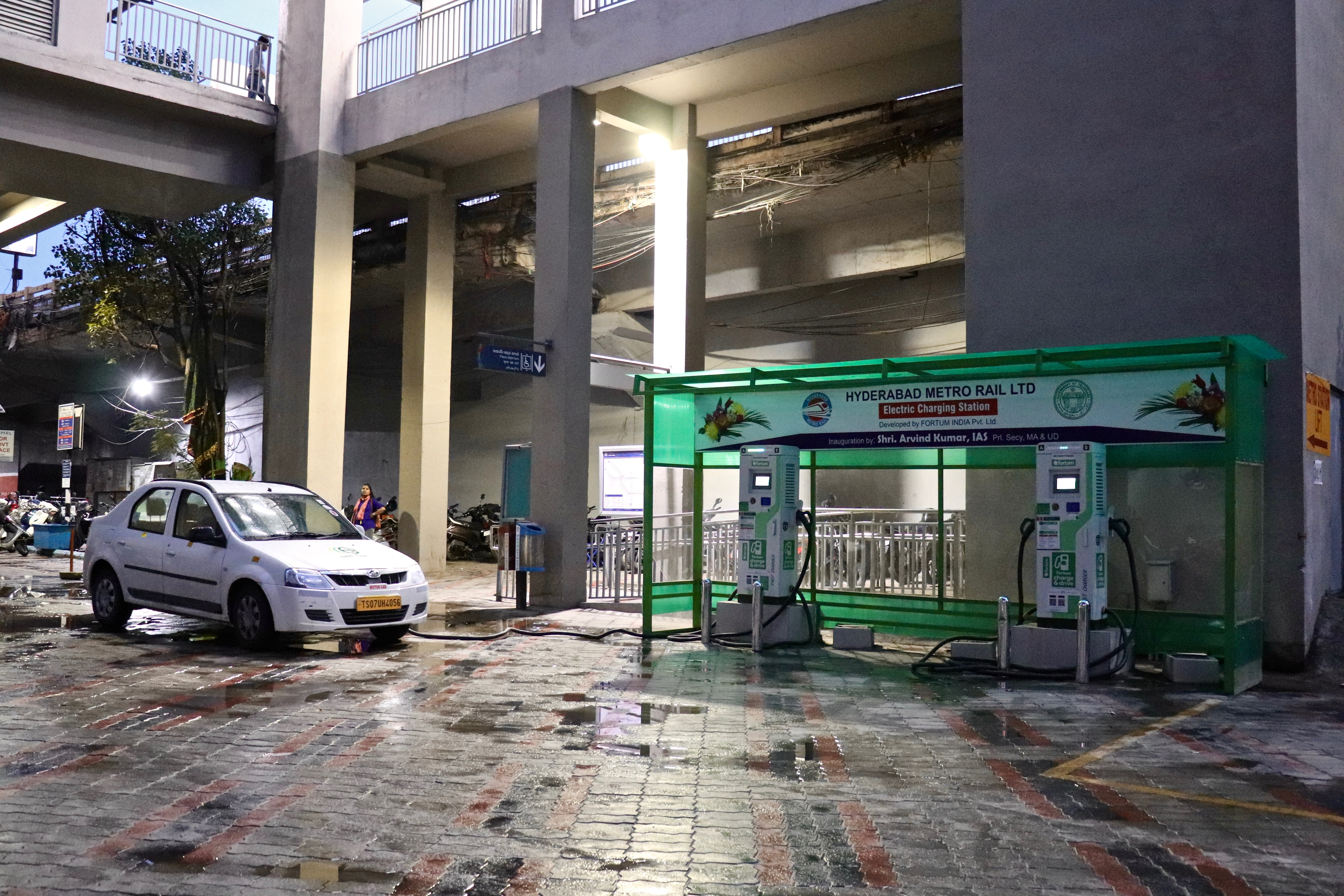
Station de recharge de véhicules électriques à Hyderabad en Inde en 2019.

Le véhicule électrique en Inde commence à se développer au début des années 2020, avec un retard de plusieurs années sur les autres grands pays.
Les ventes de voitures 100 % électriques atteignent 82 000 unités en 2024, soit une part de marché de 2,5 %. Le parc en circulation est estimé à 150 000 voitures en 2023. Le nombre de points de recharge publics atteint 25 000 en septembre 2024.

## Marché

### Voiture électrique
Tata Motors projette en 2017 de sortir prochainement sa petite Nano en version électrique. Son concurrent Mahindra & Mahindra souhaite atteindre 5 000 véhicules par mois d'ici deux à trois ans. Maruti Suzuki India, le premier constructeur local, envisage de produire des voitures électriques dès 2020 avec la technologie de Toyota et investit dans une future usine de batteries de lithium-ion en partenariat avec les japonais Denso et Toshiba. En septembre 2017, Mahindra a mis sur le marché son e-Alfa Mini, un rickshaw électrique dont il compte produire mille exemplaires par mois dans son usine d'Haridwar. Selon Bloomberg New Energy Finance, l'Inde n'aurait que 350 points de recharge contre 215 000 en Chine.
En mars 2022, Maruti Suzuki, qui représente près de la moitié des immatriculations de voitures particulières en Inde, annonce la construction d'une nouvelle usine de voitures électriques dans l’état du Gujarat, qui entamera sa production en 2025 et complété par une unité de production de cellules et de batteries et un centre de recyclage des véhicules. En décembre 2021, Hyundai annonçait le lancement de 6 modèles électriques en Inde d’ici à 2028.
En 2021, le parc de voitures 100 % électriques en Inde est estimé par l'Agence internationale de l'énergie à 23 000 voitures. Les ventes de ces voitures en 2021 sont estimées à 12 000 voitures contre 3 100 voitures en 2020. Leur part de marché est de 0,4 % (0,1 % en 2020). Le nombre de points de recharge publics est de 942 en 2021, dont 32 à recharge rapide.
Tata Motors, numéro trois du marché automobile indien, qui prévoit de lancer 10 modèles électriques d’ici à 2026, a racheté pour les produire l’usine de Ford à Sanand, et annonce en juin 2023 son projet d'implanter une gigafactory dans l'état du Gujarat. Cette usine serait capable de produire 20 GWh de batteries par an, pour alimenter près de 300 000 voitures électriques par an.
En août 2023, Tata annonce le lancement début 2024 de quatre SUV électriques : Nexon, Punch, Harrier et Curvv, et prévoit que les véhicules électriques représenteront 25 % de ses ventes en Inde d’ici à 2026, et 50 % en 2030.
L'Agence internationale de l'énergie estime les ventes de voitures 100 % électriques en 2023 à 82 000 voitures, soit une part de marché de 2 %, le parc en circulation à 150 000 voitures et le nombre de points de recharge publics à 10 900, dont 4 100 en recharge rapide.
En 2024, les ventes de voitures électriques ont atteint 99 000 unités contre 82 600 unités en 2023, soit une progression de 20 %, nettement inférieure au taux de +100 % enregistré en 2023, du fait de l'arrêt des subventions gouvernementales. La part de marché de la voiture électrique atteint 2,5 %. Tata Motors domine le segment électrique, avec 61 400 voitures écoulées en 2024, soit 60 % du marché, suivi par le chinois Morris Garage (21 500 voitures) et Mahindra & Mahindra (7 100 voitures). Le gouvernement indien compte porter le taux de pénétration à 30 % d'ici 2030, mais l'Inde comptait seulement 25 000 stations de recharge publiques en septembre 2024, pour 4,6 millions de véhicules électriques en circulation (voitures, scooters, autorickshaws, bus), soit un ratio de 184, contre 7,1 en Chine en 2023.
Depuis 2020, le gouvernement empêche les groupes chinois d'investir en Inde, mais tolère les alliances avec des acteurs locaux. Ainsi, le groupe chinois SAIC a lancé en 2024 une coentreprise avec le conglomérat JSW, le premier producteur indien d'acier, pour commercialiser les voitures électriques MG. JSW détient, avec d'autres investisseurs locaux, 51 % de la coentreprise, qui a racheté et modernisé en 2019 une usine ayant appartenu auparavant à General Motors dans le Gujarat. La marque a vendu 9 500 voitures en 2023, 21 500 voitures en 2024 et atteint fin 2024 une part de marché de 35 %. BYD a vendu 3 500 voitures en 2024, en progression de 40 % par rapport à 2023. Ses prix restent attractifs malgré la surtaxe indienne de 70 % frappant les véhicules électriques importés. En 2023, le constructeur a annoncé son objectif de capturer 40 % du marché électrique local d'ici 2030. Mais son projet d'investir 1 milliard de dollars dans une usine en Inde, pour produire localement et échapper aux droits de douane, a été bloqué par le gouvernement indien en raison des tensions diplomatiques avec la Chine.

### Deux-roues électriques
Selon les projections de McKinsey, 36 % des mobylettes, scooters et autres motos circulant en Asie du Sud-Est et en Inde seront électrifiés à l'horizon 2030, contre 1 % en 2021. En Chine, plus de 77 % des motos et scooters vendus chaque année sont électriques. En Inde, leur part n'atteint que 3,6 % des ventes totales de deux-roues au premier semestre de 2022, mais les experts anticipent, dans la décennie en cours, une envolée comparable à celle vécue en Chine, ainsi qu'au Vietnam et en Indonésie. En Inde, le gouvernement recense plus de 50 producteurs, dont les leaders Okinawa Autotech et Ola.

## Infrastructures de recharge
En février 2025, Tata Motors, par l’intermédiaire de sa filiale Tata Passenger Electric Mobility, lance un programme pour faire passer le nombre de points de recharge en Inde de 170000 fin 2024 à 400000 en 2027.

## Politique de soutien
L'Inde s'est engagée en 2017 à interdire la vente de véhicules à moteur thermique en 2030.
Les prévisions publiques de 2017 annoncent près de six millions de véhicules électriques sur les routes indiennes en 2020. Le gouvernement promet des avantages fiscaux et a lancé un appel d'offres pour renouveler sa propre flotte de véhicules et la convertir à l'électrique ; 10 000 véhicules sont commandés, dont 500 livrés à la fin de novembre 2017. Le principal bénéficiaire de la commande est Tata Motors, qui n'avait jusqu'alors pas produit de voiture électrique, mais s'est imposé grâce à un prix défiant toute concurrence.
En août 2023, le gouvernement indien et la Society of Manufactures of Electric Vehicles (SMEV) adoptent le programme « PM-eBus Sewa » qui consiste à déployer 10 000 bus électriques dans 169 villes du pays en dix ans.
Le gouvernement met fin en mars 2024 aux subventions du programme FAME (Faster Adoption & Manufacturing of Electric Vehicles in India). En septembre 2024, il lance un nouveau programme d'aide doté de 1,2 milliard d'euros, mais ce dispositif est réservé à l'achat de deux-roues, trois-roues et bus ; les voitures en sont exclues. Les véhicules électriques continuent à bénéficier d'un taux de TVA de 5 %, contre 48 % pour les véhicules à essence ou diesel et 28 % pour ceux roulant au gaz naturel.
Le gouvernement indien prend en 2025 plusieurs mesures pour bannir progressivement les véhicules thermiques d’ici à 2035 : des détecteurs sont installés dans les stations essence à New Delhi, capables d’identifier les véhicules de plus de 15 ans, auxquels aucun carburant ne sera fourni. Le contrôle des véhicules lourds entrant dans Delhi est intensifié afin de de vérifier qu’ils respectent les normes environnementales prescrites avant d’être autorisés à pénétrer dans la ville. Les camions et les utilitaires (y compris les tuk-tuk très nombreux dans le pays) fonctionnant au gaz et au diesel pourraient être interdits à partir de 2026.